# ماركو أنطونيو (1963)
ماركو أنطونيو (بالبرتغالية: Marco Antônio Paes dos Santos‏) (20 أغسطس 1963 في البرازيل – )؛ هو لاعب كرة قدم سابق كان يلعب كمدافع.

## وصلات خارجية
- ماركو أنطونيو (1963) على موقع رابطة كرة القدم اليابانية للمحترفين (اليابانية)
- ماركو أنطونيو (1963) على موقع قاعدة بيانات كرة القدم.إي يو (الإنجليزية)
- ماركو أنطونيو (1963) على موقع عالم كرة القدم.نت (الإنجليزية)